# 양태론적 단일신론
양태론적 단일신론( Modalistic Monarchianism, Modalism) 은 기독론에 속하며, 그리스도의 신성을 찬성할 뿐만 아니라, 하나님의 단일성을 주장한다.  단일신론이며 삼위일체론과 대조가 된다.  이 이론은 성부하나님, 성자 하나님, 성령 하나님의 양태가 각가 다르게 나타나지만, 하나의 하나님이라는 설이다.  이 설에 의하면, 성육신시에 하나님이 그리스도 안에 거주하신다는 것이다. 아버지와 아들의 용어들은 하나님의 초월성과 그리스도의 성육신을 구별하기 위해 사용되었다라고 주장한다.  하나님은 영이시므로, 성령하나님은 별개의 독립된 개체가 아닌, 활동하는 하나님을 묘사할 때 쓰인다고 주장한다.  신학자 아돌프 폰 하르나크은 처음, 이 용어를 2-3세기에 발생한 교리로 사용하였다.

## 역사
신학자 겸 교회 역사학자 아돌프 폰 하르나크는 2세기 말과 3세기에 믿었던 교리를 묘사하기 위해 양태론이라는 용어를 처음 사용했다. 이 시기 동안 기독교 신학자들은 하느님 아버지와 아들 그리고 성령의 관계를 명확히 하려고 시도하고 있었다. 신의 절대적 단결을 수호하는 데 신경을 쓴 누에투스, 프락시스, 사벨리우스 등의 양태론자들은 예수 그리스도의 신성과 성령의 신성을 서로 다른 방식이나 방식으로 자신을 드러내는 하나님으로 설명했다.
창조주이자 창조주로써 드러난 하나님을 '성부'라고 부른다.
예수 그리스도 안에서 구세주로 드러난 하나님을 '성자'라고 부른다.
영생을 신성시하고 부여한 자로 드러난 하나님을 '성령'이라고 한다.
4세기경에는 삼위일체론에 찬성하는 공감대가 형성되었고, 모달리즘은 일반적으로 이단으로 간주되었다.
이후 325년 제1차 니케아 공의회에서 이단으로 정죄되었다.

## 현대의 양태론자들
현대의 양태론은 단일오순절교 내에서 받아들여진다.  단일 오순절은 예수의 신을 믿고 하느님의 아들 예수를 이해하여 구약성서인 야훼의 하느님을 육체에 계시하는 것이 된다. 예수가 지구에 계실 때 하느님께서 성령을 통해 그의 착상을 일으키셨기 때문에 하느님을 아버지라고 불렀다. 그들은 또한 하나님께서 영이시기 때문에 성령이 하나님을 행동으로 묘사하는 데 사용된다고 믿는다. 이와 같이 성부와 성자와 성령은 구별되는 개인에 대한 묘사가 아니라 하나의 신에 관련된 칭호로 간주된다.
성부와 성자와 성령이 호칭으로 유지되기 때문에 단일 오순절은 오직 예수 그리스도의 이름으로만 세례를 함으로써 성부와 성자와 성령의 이름으로 세례를 하라는 마태오 복음서 28장 19절의 예수의 계명을 이행한다고 믿는다. 예수는 구원을 위해 붙여진 이름이기 때문에(행 4:12) 이것이 행위책에서 사도들이 유일신 예수님의 한 이름으로 세례를 함으로써 예수의 계명을 이행하도록 이끌었다고 주장할 것이다.
그들의 신학 중 상당수는 최초의 사도들이 예수에 대해 무엇을 믿었을지 이해하기 위해 구약성서 하느님에 대한 이해로 시작하려고 시도한다. 그들은 또한 이야기를 통해 속죄의 이야기를 하는 것보다 플라토닉-아리스토텔리우스 인식론에서 생산되는 신학적 범주의 사용을 피하려고 한다. 그러므로 신약성서 저술가들에게서 발견되는 하느님 아버지와 예수 사이의 구별은 필요 이상으로 하느님 아버지와 예수를 분리하려는 것이 아니라 하느님을 함께 동일시하려는 시도에서 비롯된 것으로 이해된다.
하나님의교회 세계복음선교협회(World Mission Society Church of God)의 신학은 양태론의 또 다른 예다. 그들은 양태론이 진정한 성삼위일체라 생각한다.
성부 여호와 = 성자 예수님
성부 여호와 = 성령 하나님
성자 예수님 = 성령 하나님
그들은 결론적으로 한 분이신 이  아버지 하나님이 안상홍이라고 믿는다. "성경에 따라 성령에도 이름이 있어야 한다. 성령의 이름은 안상홍이다. 안상홍은 예수님이 가르치신 진리를 우리에게 일깨워 주시는 분의 예언을 성령으로 이루셨기 때문이다. 성령 안상홍 하나님은 3,500년 전 홍해를 가른 성부 여호와 하나님이며 2,000년 전 십자가에 못 박힌 성자 예수 그리스도이다."라고 말한다.
그 밖에 오순절주의자들 중에 사도적 믿음의 오순절교회가 있다.

## 같이 보기
- 종속주의